# Rosa Winter
Rosa Winter (ur. w 1908) – australijska lekkoatletka, skoczkini wzwyż.
Dwukrotna złota medalistka mistrzostw Australazji (1930 i 1932).
7 października 1929 w Sydney ustanowiła wynikiem 1,528 rekord Australii (pobity w 1934 przez Doris Carter).
Skok wzwyż uprawiała także jej siotra – Irene. Ich kuzyn – Nick Winter był mistrzem olimpijskim w trójskoku.